# John Bonnicher Crompton
John Bonnicher Crompton, kanadski letalski častnik, vojaški pilot in letalski as, * 8. december 1897, Montreal, Quebec, † Toronto, Ontario.
Stotnik Crompton je v svoji vojaški službi dosegel 5 zračnih zmag.

## Življenjepis
Leta 1917 je dosegel 4 zračne zmage in januarja 1918 pa še eno; vse s S.E.5a.
16. marca 1918 ga je zdravstveni odbor razglasil za nezmožnega bojne službe in ga razporedil na zaledno dolžnost.